# Тевиек
Тевиек (на френски: Téviec) е малък остров в Атлантическия океан близо до брега на Бретан, Франция. Разположен е близо до крайбрежния град Сен Пиер Киберон в департамента Морбиан. Островът е частна собственост и е защитена територия, като от април до август достъпът до него е ограничен.
На остров Тевиек е открит некропол от среднокаменната епоха. Разкрити са останките на 26 души, възрастни и деца, повечето умрели от насилствена смърт. Освен тях на острова са намерени множество остатъци от човешка дейност — каменни инструменти, кости от различни животни и домакински съдове. Те са датирани в периода от началото на 5 хилядолетие пр.н.е. до началото на 4 хилядолетие пр.н.е. Тези разкрития са база за различни научни изследвания, включително геномни анализи и изследвания на социалния строй.